# Claude Carré (journaliste)
Pour les articles homonymes, voir Carré (homonymie) et Claude Carré (homonymie).
 (octobre 2024).
Claude Carré est un journaliste et présentateur français.

## Biographie
Claude Carré est rédacteur en chef du journal de 20 heures d'Antenne 2 de 1979 à 1985, avec Patrick Poivre d'Arvor, Christine Ockrent et Bernard Rapp, puis du journal de 13 heures de 1985 à 1988 avec Noël Mamère et Hervé Claude.
Il est directeur de l'information d'Antenne 2 de 1988 à 1992 et créateur du magazine Envoyé spécial.
Il est rédacteur en chef des magazines Savoir plus santé et Savoir plus sciences de 1992 à 1996 avec François de Closets et Martine Allain-Regnault.
Il est directeur adjoint de l'information de TF1 de 1996 à 2008.
Il présente et dirige le magazine Reportages de 2002 à 2008.
Il est professeur à l'école de journalisme de Sciences-Po Paris de 2004 à 2013.
Il fonde la société CCCS (Claude Carré Conseils Stratégies) spécialisée en communication de crise, prise de parole en public pour des cadres de grandes sociétés (Air France, SNCF, Air Liquide, Unédic, Safran, etc.).